# Gymnophallus deliciosus
Gymnophallus deliciosus är en plattmaskart. Gymnophallus deliciosus ingår i släktet Gymnophallus och familjen Gymnophallidae. Inga underarter finns listade i Catalogue of Life.